# Pacyfikacja wsi polskich w Lasach Janowskich
Pacyfikacja wsi polskich w Lasach Janowskich – pacyfikacja sześciu polskich wsi w powiecie janowskim dokonana przez okupantów niemieckich na początku 1944 roku.
2 lutego 1944 Niemcy przeprowadzili zakrojoną na szeroką skalę akcję eksterminacyjną, wymierzoną w polskie wsie położone w zachodniej części Lasów Janowskich, stanowiące oparcie dla silnych w tym regionie oddziałów Narodowych Sił Zbrojnych. Tego dnia oddziały SS, Wehrmachtu i policji niemieckiej – wsparte przez ukraińskich kolaborantów – doszczętnie spaliły Borów, Szczecyn, Wólkę Szczecką, Łążek Zaklikowski, Łążek Chwałowski i Karasiówkę. Historycy szacują, że zamordowano wówczas od 800 do 1300 Polaków (w tym kilkaset kobiet i dzieci). Była to prawdopodobnie najbrutalniejsza akcja pacyfikacyjna przeprowadzona przez Niemców na terenach wiejskich okupowanej Polski.

## Preludium
W czasie II wojny światowej wsie położone w zachodniej części powiatu janowskiego stanowiły oparcie dla oddziałów partyzanckich Narodowych Sił Zbrojnych operujących w Lasach Janowskich. Dotyczyło to w szczególności Borowa, który zwany był „stolicą NSZ”. W jego pobliżu znajdowała się bowiem kwatera główna 1. Pułku Legii Nadwiślańskiej Ziemi Lubelskiej NSZ, którego żołnierze i dowódca – major Leonard Zub-Zdanowicz ps. „Ząb” – często odwiedzali wieś. W rejonie Borowa partyzanci NSZ urządzali także uroczystości religijno-patriotyczne – msze polowe, procesje, defilady, święcenie sztandaru pułku itp.
W okresie okupacji Borów wraz z sąsiednimi wsiami kilkukrotnie doświadczył niemieckiego terroru. W latach 1942–1943 wymordowano większość miejscowych Żydów. Latem 1943 roku Niemcy przeprowadzili zakrojoną na szeroką skalę łapankę, w wyniku której wielu zdolnych do pracy mężczyzn i chłopców zostało wywiezionych na roboty przymusowe w głąb III Rzeszy. W Budzyniu pod Kraśnikiem powstał cieszący się złą sławą obóz pracy dla Żydów i Polaków, do którego trafiały m.in. osoby oskarżane o złamanie rozmaitych zarządzeń okupanta. Największą tragedią, jaka dotknęła okolicę, była jednak wielka akcja pacyfikacyjna z początków lutego 1944.
Przyczyny, dla których Niemcy zdecydowali się przeprowadzić w rejonie Borowa zakrojoną na tak szeroką skalę akcję eksterminacyjną nie zostały dotąd jednoznacznie określone. Mimo śledztwa – prowadzonego po wojnie przez władze PRL, a w czasach współczesnych przez Instytut Pamięci Narodowej – nie udało się odnaleźć żadnego niemieckiego dokumentu, w którym znajdowałby się rozkaz pacyfikacji Borowa i pozostałych wsi. Marek Jan Chodakiewicz zwracał uwagę, że na niespełna dwa tygodnie przed pacyfikacją  w pobliskim majątku Sobótka odbyła się tajna konferencja, w trakcie której wydelegowani oficerowie AK i NSZ przeprowadzili rozmowy z przedstawicielami niemieckich władz okupacyjnych (ok. 20 stycznia 1944). Niemcy wysunęli wówczas propozycję zawarcia lokalnego zawieszenia broni i nawiązania współpracy celem zwalczania partyzantki komunistycznej. Propozycja ta spotkała się z odmową, w czym Chodakiewicz upatrywał prawdopodobnej przyczyny pacyfikacji. Jako możliwy powód masakry wskazywał także ociąganie się miejscowych chłopów z dostawą obowiązkowych kontyngentów oraz działania bojowe prowadzone przez patrol AK z Borowa. Z kolei krótko po zakończeniu niemieckiej akcji komuniści i ludowcy obarczyli partyzantów NSZ odpowiedzialnością za tragedię Borowa i sąsiednich wsi, twierdząc, iż zbyt ostentacyjnie zaznaczali oni swoją obecność w tym regionie – i tym samym ściągnęli niemiecki odwet na bezbronną ludność. Podobną opinię można znaleźć w opracowaniach historycznych wydawanych w czasach PRL. W odpowiedzi kombatanci NSZ sugerowali, że przyczyną pacyfikacji były donosy komunistów, którzy jakoby zamierzali w ten sposób „ukarać” niemieckimi rękoma „reakcyjne wsie” współpracujące z narodową partyzantką (w raportach z początku 1944 aktywiści PPR mieli odnotować z satysfakcją, że na skutek pacyfikacji „reakcja doznała dużych strat”). Żadna z powyższych hipotez nie została jednak jednoznacznie potwierdzona .

## Przebieg akcji eksterminacyjnej
Akcja eksterminacyjna w powiecie janowskim została drobiazgowo przygotowana, a do jej realizacji Niemcy wykorzystali wszystkie dostępne w tym rejonie siły i środki. Główną siłę uderzeniową stanowił najprawdopodobniej 1. batalion 4. pułku policji SS, który wcześniej jako 316. batalion policji uczestniczył w masakrach Żydów oraz akcjach pacyfikacyjnych na terytorium ZSRR i Jugosławii. Zmobilizowano także okoliczne placówki żandarmerii, Gestapo i Wehrmachtu. Ponadto w akcji pacyfikacyjnej wzięły udział oddziały pomocnicze złożone z ukraińskich i rosyjskich kolaborantów. Ci pierwsi byli prawdopodobnie policjantami służącymi w szeregach 5. galicyjskiego pułku ochotniczego SS (Galizisches SS Freiwilligen Regiment 5). Łącznie w pacyfikacji Borowa i sąsiednich wsi uczestniczyło blisko 3000 policjantów, SS-manów i żołnierzy – dysponujących rozpoznaniem z powietrza oraz wsparciem lekkiej artylerii (granatniki, działka przeciwpancerne). Z zeznań złożonych po wojnie przez byłych członków 1. batalionu policji wynika, że tuż przed rozpoczęciem akcji przed frontem jednostki wystąpiło dwóch oficerów SD, którzy uzasadnili konieczność zniszczenia sześciu polskich wsi współpracą ich mieszkańców z partyzantami.
W większości wypadków schemat pacyfikacji był bardzo podobny. Najpierw niemieckie tyraliery szczelnie otaczały wsie, które podpalano ogniem granatników i działek przeciwpancernych. Następnie Niemcy i ich kolaboranci wkraczali do wsi, po czym idąc od domu do domu mordowali bez względu na wiek i płeć każdego schwytanego Polaka. Miały miejsce wypadki, gdy ludność spędzano do zabudowań, które następnie podpalano lub obrzucano granatami. Dochodziło do aktów wyjątkowego bestialstwa – zakłuwania bagnetami niemowląt i małych dzieci; wrzucania kobiet, inwalidów i starców żywcem do płonących budynków. Zdarzało się, że młode kobiety były przed śmiercią gwałcone.
Stacjonujące w pobliżu Borowa jednostki NSZ nie były w stanie podjąć walki z Niemcami, gdyż w związku z nadejściem zimy major Zub-Zdanowicz przejściowo zdemobilizował swój pułk, pozostawiając pod bronią jedynie 50 partyzantów. Wobec przygniatającej przewagi wroga oddział NSZ wycofał się z Borowa do lasów w pobliżu Zaklikowa (kilka dni później Niemcy zdołali jednak wytropić i zabić kilku partyzantów w pobliskiej leśniczówce). Z tego powodu komuniści i ludowcy twierdzili później, że major Zub-Zdanowicz porzucił bezbronną ludność na pastwę Niemców. Podczas pobytu na emigracji w Wielkiej Brytanii został on nawet formalnie oskarżony, iż opuścił wieś „nie wyczerpawszy stojących do jego dyspozycji środków obrony”. W 1947 sprawę rozpatrywał 2. Sąd Polowy przy Polskim Korpusie Przysposobienia i Rozmieszczenia, który umorzył dochodzenie wobec stwierdzenia oczywistej dysproporcji sił polskich i niemieckich .

### Szczecyn
Szczecyn był jedną z pierwszych wsi spacyfikowanych dniu 2 lutego 1944. Wczesnym rankiem Niemcy szczelnie otoczyli miejscowość, na skutek czego tylko nielicznym mieszkańcom udało się schronić do pobliskiego lasu. Około godziny 7:00 – 8:00 zabudowania wsi zostały ostrzelane ogniem artylerii i broni maszynowej. Szczecyn stał już w płomieniach, gdy do wsi wkroczyły dwie grupy Niemców i Ukraińców, które idąc od domu do domu systematycznie mordowały wszystkich Polaków bez względu na wiek i płeć. Opustoszałe domy były rabowane i podpalane. Mieszkańcy próbujący ukryć się w prowizorycznych podziemnych schronach ginęli w płomieniach lub dusił ich dym. W trakcie masakry ginęły całe rodziny; miały miejsce przypadki mordowania niemowląt na oczach matek, wrzucania dzieci i osób dorosłych żywcem do płonących budynków, dobijania rannych ciosami kolb karabinowych. Grupę kobiet z dziećmi zaprowadzono na skraj lasu, gdzie Niemcy ogłosili, że starsi chłopcy (w wieku szkolnym lub nieco młodsi) mogą odejść wolno. Kiedy chłopcy zaczęli biec do lasu zastrzelono ich na oczach matek. Niemcy zamierzali także rozstrzelać kobiety z mniejszymi dziećmi, lecz dwóch wyznaczonych do tego zadania żołnierzy upozorowało egzekucję i pozwoliło uciec niedoszłym ofiarom.
Po pewnym czasie niemieckie dowództwo poleciło wstrzymać rzeź i zgromadzić wszystkich ocalałych mieszkańców na punkcie zbornym urządzonym na środku wsi. Popędzono ich następnie do Gościeradowa, mordując po drodze wszystkich, którzy nie mieli siły iść dalej bądź opóźniali marsz. Na usilne prośby PCK kobiety i dzieci rozmieszczono w okolicznych wsiach. Osoby zdolne do pracy zabrano do aresztu w Kraśniku, a następnie wywieziono na roboty do Niemiec lub deportowano do obozów koncentracyjnych. Blisko 40 mężczyzn ze Szczecyna wywieziono do więzienia na Zamku Lubelskim. Wyrokiem doraźnego sądu policji bezpieczeństwa trzydziestu ośmiu z nich zostało straconych w dniu 12 maja 1944 roku (prawdopodobnie egzekucję przeprowadzono na terenie obozu koncentracyjnego na Majdanku).
2 lutego 1944 roku zamordowano w Szczecynie kilkaset osób – mężczyzn, kobiet i dzieci. W zależności od źródeł liczba zamordowanych jest szacowana w przedziale od 265 do 368. Po wojnie udało się ustalić nazwiska 221 zamordowanych. Najmłodsza zidentyfikowana ofiara liczyła 3 miesiące. Niemcy spalili szkołę oraz 142 gospodarstwa wraz z żywym inwentarzem.

### Wólka Szczecka
Szczecyn stał już w płomieniach, gdy zaatakowana została Wólka Szczecka. Zabudowania ostrzelano ogniem artylerii i broni maszynowej, po czym Niemcy i ich kolaboranci z dwóch stron wkroczyli do wsi i rozpoczęli systematyczną masakrę. Świadkowie wspominali, że podczas pacyfikacji miały miejsce liczne przypadki palenia ludzi żywcem. Kilkadziesiąt osób zamknięto w stodole gospodarza Kobylickiego (vel Kobylnieckiego), którą następnie podpalono.
2 lutego 1944 roku mogło zostać zamordowanych nawet ponad 200 mieszkańców Wólki Szczeckiej, w tym ok. 50 kobiet i 20 dzieci (inne źródła szacują liczbę ofiar w przedziale od 98 do 125). Wieś licząca ponad 200 budynków (w tym 70 mieszkalnych) została niemal doszczętnie spalona. Zrabowano inwentarz i cenniejsze dobra. Ocalałych mieszkańców pognano do Gościeradowa. Wielu mężczyzn zostało później wywiezionych do obozu koncentracyjnego na Majdanku.

### Łążek Zaklikowski i Łążek Chwałowski
W pierwszej fazie akcji pacyfikacyjnej zaatakowane zostały również oba Łążki. Niemcy nadeszli od strony południowej, podpalając zabudowania wsi. Mieszkańcy zaczęli wówczas uciekać w kierunku północnym, nad brzegi rzeki Sanny, gdzie wpadli na zamaskowane niemieckie stanowiska i zostali zmasakrowani ogniem broni maszynowej. Tych, którzy zawrócili, zamordowano na terenie wsi. Ocalały jedynie te osoby, które zdołały przedrzeć się przez niemiecką blokadę bądź znalazły sobie dobre kryjówki. W ślad za informacjami zawartymi w komunikacie konspiracyjnej Agencji Informacyjnej „Wieś” z 4 kwietnia 1944 (nr 11) podaje się często, że liczba ofiar pacyfikacji obu Łążków wyniosła 217 osób. W innych źródłach można jednak znaleźć informację, iż 2 lutego 1944 w Łążku Zaklikowskim zamordowano 191 osób (20 mężczyzn, 66 kobiet i 105 dzieci), a w Łążku Chwałowskim – 86 osób (w tym 63 stałych mieszkańców wsi). Po wojnie udało się ustalić nazwiska 177 ofiar.
Obie wsie zostały doszczętnie zniszczone. Część źródeł podaje, że w Łążku Zaklikowskim spalono 83 domy mieszkalne i 150 budynków gospodarczych, a w Łążku Chwałowskim – 66 gospodarstw z inwentarzem. Z kolei we wspomnianym komunikacie Agencji Informacyjnej „Wieś” podano, że w obu miejscowościach Niemcy spalili łącznie 113 gospodarstw wraz z inwentarzem.

### Borów
Kiedy sąsiadujące z Borowem wsie stały już w płomieniach, ks. Władysław Stańczak (wikariusz miejscowej parafii) obchodził z wizytą duszpasterską okoliczne przysiółki. Dostrzegłszy pożary, powrócił do Borowa, którego mieszkańcy zgromadzili się tymczasem w kościele na uroczystej mszy z okazji święta Matki Bożej Gromniczej. Dzięki jego ostrzeżeniu część ludności zdołała zbiec i ukryć się na pobliskich bagnach. Wielu mieszkańców Borowa pozostało jednak we wsi, aby ratować swój dobytek. W gronie tym znalazło się w szczególności wiele kobiet i dzieci, gdyż powszechnie spodziewano się, że niemieckie represje spadną wyłącznie na mężczyzn podejrzewanych o współpracę z partyzantką. 
Pacyfikacja Borowa rozpoczęła się około godz. 11:00. Zabudowania podpalono ogniem artylerii, po czym do wsi wkroczyli Niemcy i ich ukraińscy kolaboranci. Większość schwytanych mieszkańców spędzono na placyk koło dzwonnicy i tam rozstrzelano ogniem broni maszynowej. Wielu innych zakłuto bagnetami lub spalono żywcem. Zginęło łącznie ok. 300 osób. Po wojnie udało się ustalić nazwiska 229 zamordowanych – z czego 183 pochodziło z Borowa, a pozostali byli mieszkańcami sąsiednich miejscowości. Jedną z ofiar pacyfikacji był ks. Stanisław Skulimowski, proboszcz parafii w Borowie. Wieś doszczętnie spalono, niszcząc ponad 200 gospodarstw. Ocalał jedynie miejscowy kościół i gajówka.

### Karasiówka
Położona między lasami Karasiówka była niewielką kolonią, liczącą 20 gospodarstw. 2 lutego 1944 Niemcy spalili wszystkie zabudowania, mordując ok. 60 osób. Część źródeł podaje, że liczba zamordowanych – mieszkańców Karasiówki i pobliskiej Wólki Gościeradowskiej – sięgnęła 142 osób (37 mężczyzn, 49 kobiet i 57 dzieci). Świadkowie zeznali, że w jednej ze stodół spalono żywcem 17 osób. Z kolei rodzina miejscowego gajowego miała zostać zarżnięta nożami. Młode kobiety były przed śmiercią gwałcone.

## Epilog
Po zakończeniu pacyfikacji ocaleli mieszkańcy rozproszyli się po okolicy, szukając schronienia na bagnach lub w okolicznych lasach. Przez kilkanaście dni Niemcy intensywnie patrolowali spalone wsie, kontynuując rabunek inwentarza i ocalałych dóbr. Schwytanych niedobitków mordowano na miejscu. Ludności sąsiednich wsi zabroniono grzebania ofiar pacyfikacji.
Schwytanych Polaków, którym udało się uniknąć natychmiastowej egzekucji (ok. 300 osób), Niemcy pognali pieszo do Gościeradowa lub wprost do obozu pracy w Budzyniu. Po drodze zabijano każdego, kto nie miał siły iść dalej. Zdolne do pracy kobiety i dzieci wywieziono na roboty przymusowe do Rzeszy; resztę rozlokowano w okolicznych wsiach. Zatrzymanych mężczyzn w większości wypadków zamordowano (m.in. wspomnianych 38 mężczyzn ze Szczecyna) lub wywieziono do obozów koncentracyjnych.
W meldunku sytuacyjnym niemieckiego Komendanta Policji Porządkowej (KdO) na dystrykt lubelski z 3 lutego 1944 „wielką akcję na terenie miejscowości Borów, Wola Szczecka, Szczecyn i Łążek” opisano jako zaciekłą walkę z „600-osobową bolszewicką bandą”, w trakcie której oddziały niemieckie miały bez strat własnych zlikwidować „480 bandytów i podejrzanych podczas wymiany ognia bądź podczas ucieczki”. Zgodnie z tym samym meldunkiem „ponad 300 członków rodzin odtransportowano i przekazano do dyspozycji urzędów pracy”. Z kolei doszczętne spalenie sześciu wsi miało być wynikiem pożaru wywołanego ostrzałem partyzanckich „gniazd oporu” i spotęgowanego przez wichurę. Doniesienia zawarte w tym meldunku są jednak w kilku miejscach wzajemnie sprzeczne – m.in. odnotowano, że w wyniku rzekomej zaciekłej walki z liczną „bolszewicką bandą” zdobycze oddziałów niemieckich ograniczyły się do trzech pistoletów, trzech karabinów, jednego rewolweru, trzech granatów oraz niewielkiej ilości amunicji.
3 lutego 1944 Niemcy rozstrzelali 59 więźniów przetrzymywanych na Zamku w Lublinie. Zdecydowana większość ofiar – aż 55 osób – pochodziła z terenów powiatu janowskiego. Władze niemieckie obwieściły, że mordu dokonano w odwecie za działalność polskiego ruchu oporu. Zdaniem historyka Józefa Marszałka owa egzekucja była jednak swoistą kontynuacją przeprowadzonej dzień wcześniej akcji pacyfikacyjnej, a jej celem było dalsze zastraszenie ludności powiatu. 

### Liczba ofiar
Pacyfikacja Borowa, Szczecyna, Wólki Szczeckiej, Łążka Zaklikowskiego, Łążka Chwałowickiego i Karasiówki była prawdopodobnie najbrutalniejszą akcją pacyfikacyjną przeprowadzoną przez Niemców na terenach wiejskich okupowanej Polski. Liczba jej ofiar nie została dotąd precyzyjnie ustalona. Najbardziej ostrożne szacunki mówią o ponad 800 zamordowanych. Z obliczeń Józefa Fajkowskiego wynika, że zamordowanych zostało ponad 900 osób, z czego 802 ofiary były mieszkańcami sześciu spacyfikowanych wsi, natomiast pozostałe 100 pochodziło z sąsiednich miejscowości (Gościeradowa, Kosina, Mniszka, Starych Baraków,  Nowych Baraków, Zaklikowa). Zdaniem Konrada Schullera liczba ofiar pacyfikacji mogła przekroczyć 1000. Najwyższe szacunki mówią o blisko 1300 zamordowanych . 
W gronie ofiar znalazło się kilkaset kobiet i dzieci. W zależności od źródeł ich liczba jest szacowana w przedziale od 417 do 588.

## Odpowiedzialność sprawców
Żaden z dowódców i bezpośrednich sprawców akcji eksterminacyjnej nie został po wojnie pociągnięty do odpowiedzialności karnej. Władze polskie prowadziły w tej sprawie dochodzenie przeciw SS-Gruppenführerowi Jakobowi Sporrenbergowi (Dowódcy SS i Policji na dystrykt lubelski) oraz generałowi Hilmarowi Moserowi (dowódcy 372. głównej komendantury polowej) jednak żadnemu z nich nie udało się udowodnić wydania rozkazu pacyfikacji Borowa i sąsiednich wsi. Ostatecznie Sporrenberg został stracony w 1952 roku za inne zbrodnie popełnione w okupowanej Polsce (m.in. za wymordowanie ponad 40 tys. Żydów w ramach tzw. Aktion Erntefest). Moser wyszedł na wolność w 1953.
Na początku lat 60. w Niemczech Zachodnich prowadzono śledztwo w sprawie zbrodni popełnionych przez 1. batalion 4. pułku policyjnego SS. Kilku byłych członków jednostki przyznało się wówczas do udziału w pacyfikacjach polskich wsi w dystrykcie lubelskim. Ostatecznie jednak zrezygnowano z postawienia im zarzutów, uznając, iż policjanci uczestnicząc w pacyfikacjach i innych zbrodniach znajdowali się w „stanie konieczności wywołanym rozkazem” (niem. Befehlsnotstand).

## Sprawa Winicjusza Natoniewskiego
Jedną z ofiar pacyfikacji był pięcioletni Winicjusz Natoniewski ze Szczecyna, który na skutek ciężkich poparzeń został trwale okaleczony. Żadne z porozumień zawartych między Polską a RFN nie uprawniało go do uzyskania odszkodowania za poniesiony uszczerbek na zdrowiu. W 2007 roku Natoniewski złożył pozew przeciw państwu niemieckiemu (reprezentowanemu przez Urząd Kanclerski), domagając się zadośćuczynienia w wysokości miliona złotych.
Polskie sądy kolejnych instancji odrzucały pozew Natoniewskiego. Ostatecznie Sąd Najwyższy orzekł w październiku 2010, iż mimo ewidentnego naruszenia przez niemieckie siły zbrojne zasad prawa międzynarodowego, pozew nie może być rozpatrywany przez polski sąd ze względu na obowiązującą zasadę immunitetu państwa. W odpowiedzi Natoniewski skierował w maju 2011 skargę do Europejskiego Trybunału Praw Człowieka w Strasburgu (przeciwko Niemcom i Polsce), domagając się zadośćuczynienia o łącznej wysokości 250 tys. euro .